# Abatanado
Um abatanado  é um café expresso tirado com uma quantidade maior de água quente servido numa chávena grande, como a da meia-de-leite. Assemelha-se ao café americano, mas mais forte.

## Nomes regionais
Na Madeira, o café abatanado também pode ser conhecido pelo regionalismo chino.
Durante o Estado Novo, em Moçambique, surgiu o nome banheira, para designar o café abatanado, por alusão à chávena de grandes dimensões e à grande quantidade de líquido. Esta designação perdura até aos dias de hoje.

## Etimologia
Crê-se que a origem do termo «abatanado» poderá provir do étimo espanhol abatanado, que significa «pisoado; batido; golpeado».